# باغ‌وحش کی؟
باغ‌وحش کی؟ (به انگلیسی: Whose Zoo?) یک فیلم کمدی کوتاه سیاه‌وسفید آمریکایی به کارگردانی کریگ هاچینسون است که در سال ۱۹۱۸ منتشر شد. از بازیگران آن می‌توان به استن لورل اشاره کرد.